# Nucli antic de Tavertet
El nucli antic de Tavertet és l'espai geogràfic del municipi de Tavertet considerat Bé Cultural d'Interès Nacional. Tavertet es troba a la comarca d'Osona, a Catalunya.
És probable que, originàriament, Tavertet fos un apèndix del castell de Sant Joan de Fàbregues. Més tard ho va ser de Rupit, que pertanyia als Cardona, però des del segle xii és independent. Actualment conserva quaranta cases edificades entre els segles XVII i xviii.
La tipologia urbana és de tipus rural, tot i que moltes cases s'ha convertit en estades de segona residència; tant és així que hi ha prop de 50 cases d'estiueig, per tant l'economia dels seus habitants (pocs més de 50) es basa en la ramaderia i agricultura, en feines fora del nucli o activitats relacionades amb el turisme. Pel que fa a la pagesia de les prop de 100 cases habitades el 1860 només en resten habitades per famílies pageses unes 10.

## Descripció
Tavertet és un municipi situat al sud-oest del Collsacabra, una comarca natural entre Osona, la Selva i la Garrotxa. Està situat al bell mig d'Osona, delimitat per la riera de les Gorgues, el torrent de Balà i el riu Ter. Al nord limita amb L'Esquirol-Santa Ma Corcó, a l'est amb Rupit i Pruit, al sud amb Vilanova de Sau, i a l'oest amb les Masies de Roda.
Eclesiàsticament pertany al Bisbat de Vic, incloent les antigues parròquies de Sant Cristòfol, Sant Bartomeu Sesgorgues i Sant Miquel de Sererols. El poble està situat a 870 m d'altitud, al llom d'un altiplà amb grans cingleres. L'orografia peculiar de l'indret han fet de Tavertet un hàbitat propici en temps prehistòrics com ho demostren les excavacions que s'hi han fet, que han donat a conèixer sepultures megalítiques, tombes antropomorfes i cambres d'urnes, motiu pel qual el municipi s'ha convertit en centre d'interès turístic, tant per la vegetació com per l'interès històric i arquitectònic del nucli.
La carretera que actualment mena al poble és un "cul de sac" que la comunica amb l'Esquirol i fou construïda el 1957, que per ser una data tardana preservà el nucli de les especulacions urbanístiques dels anys 60, tot i que a la dècada dels 70 s'hi intentà construir una gran urbanització al Pla del Castell i una carretera que pel Sot de Balà havia de comunicar el nucli amb la Vall de Sau, obres que no es van dur a terme perquè es constituí com a parc Natural de les Guilleries i el Collsacabra.

## Llocs d'interès
- Llista de monuments de Tavertet

## Galeria fotogràfica

Panoràmiques de Tavertet
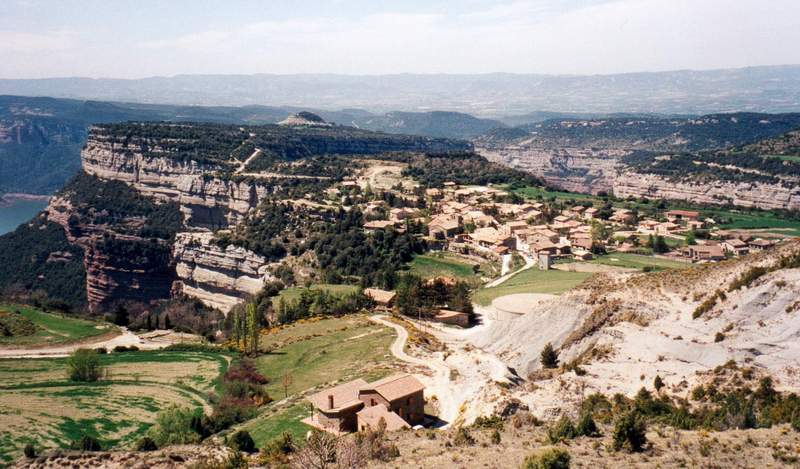
Tavertet - des del camí de Monteis. Any 2000.
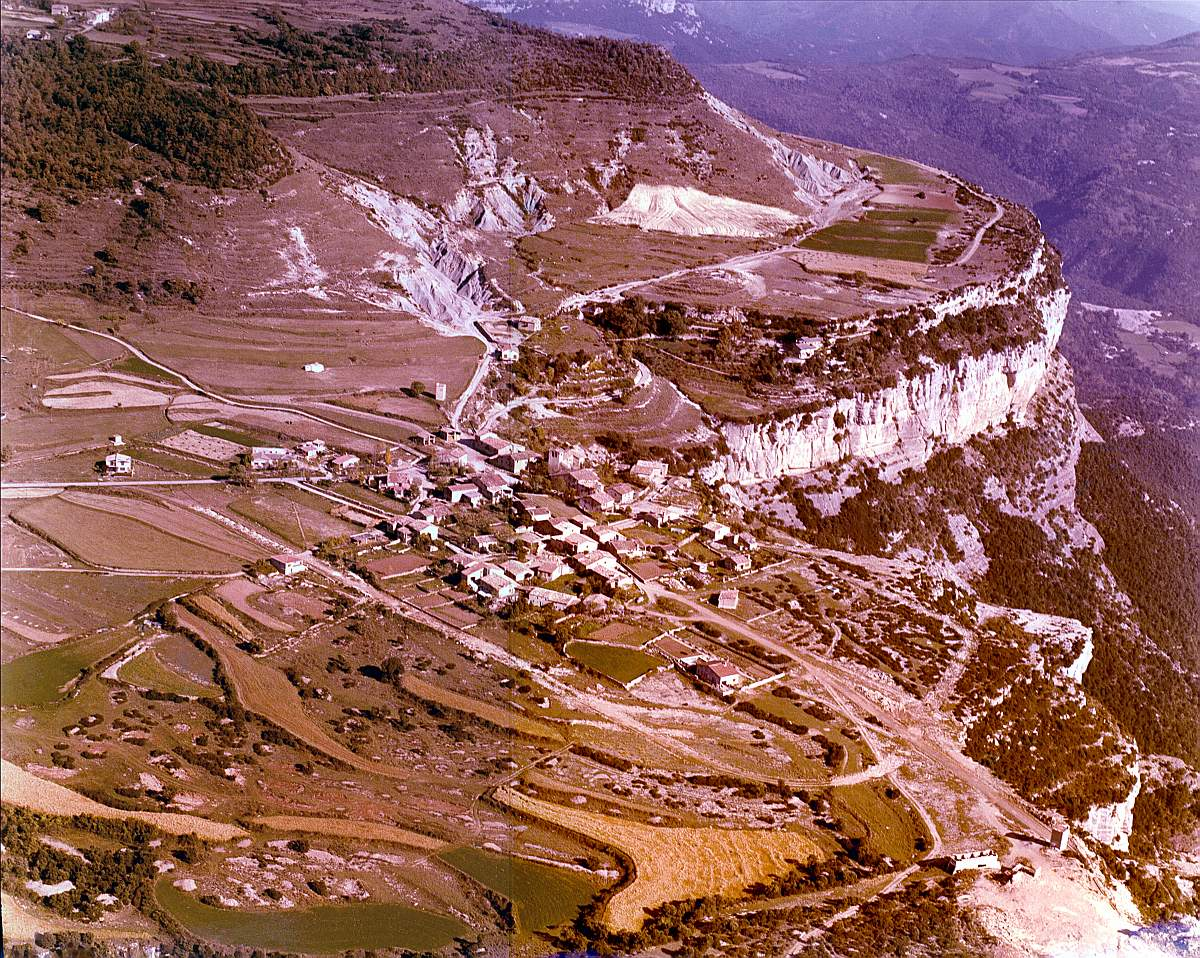
Tavertet - Vista aèria. Any 1978.
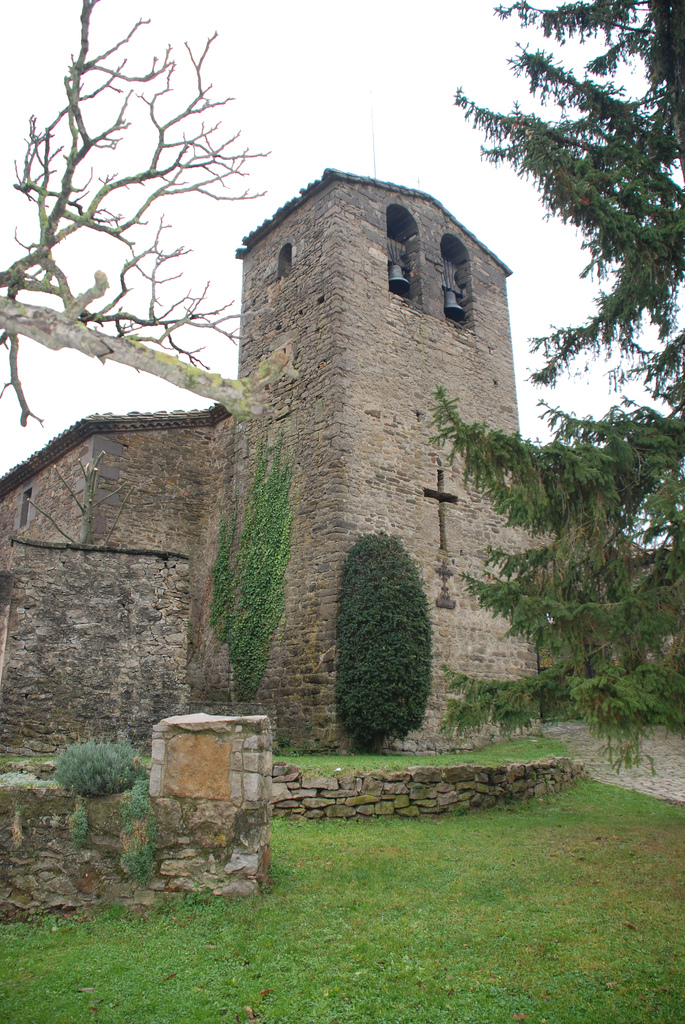
Església de Sant Cristòfol.
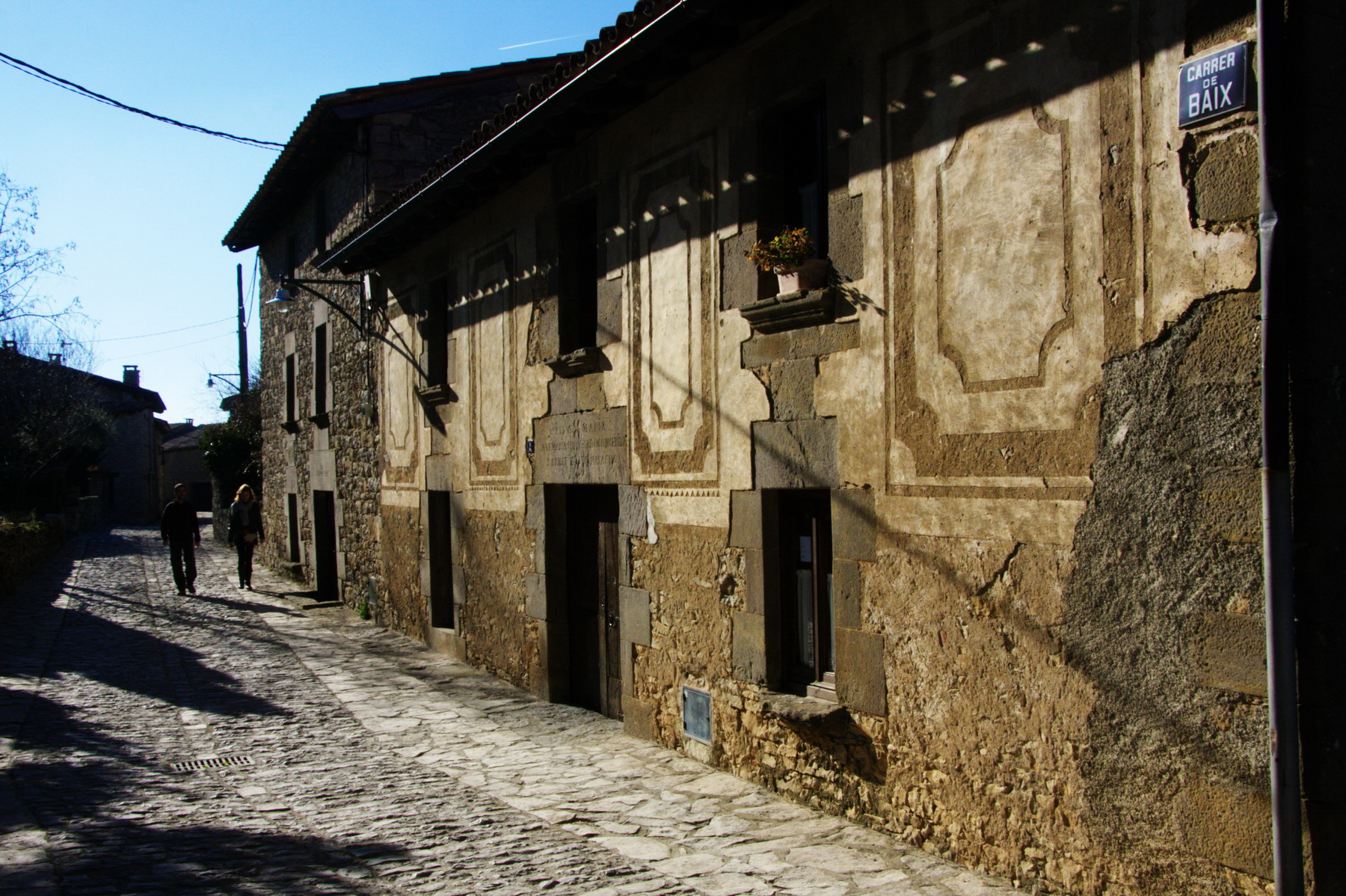
Can Baumes.
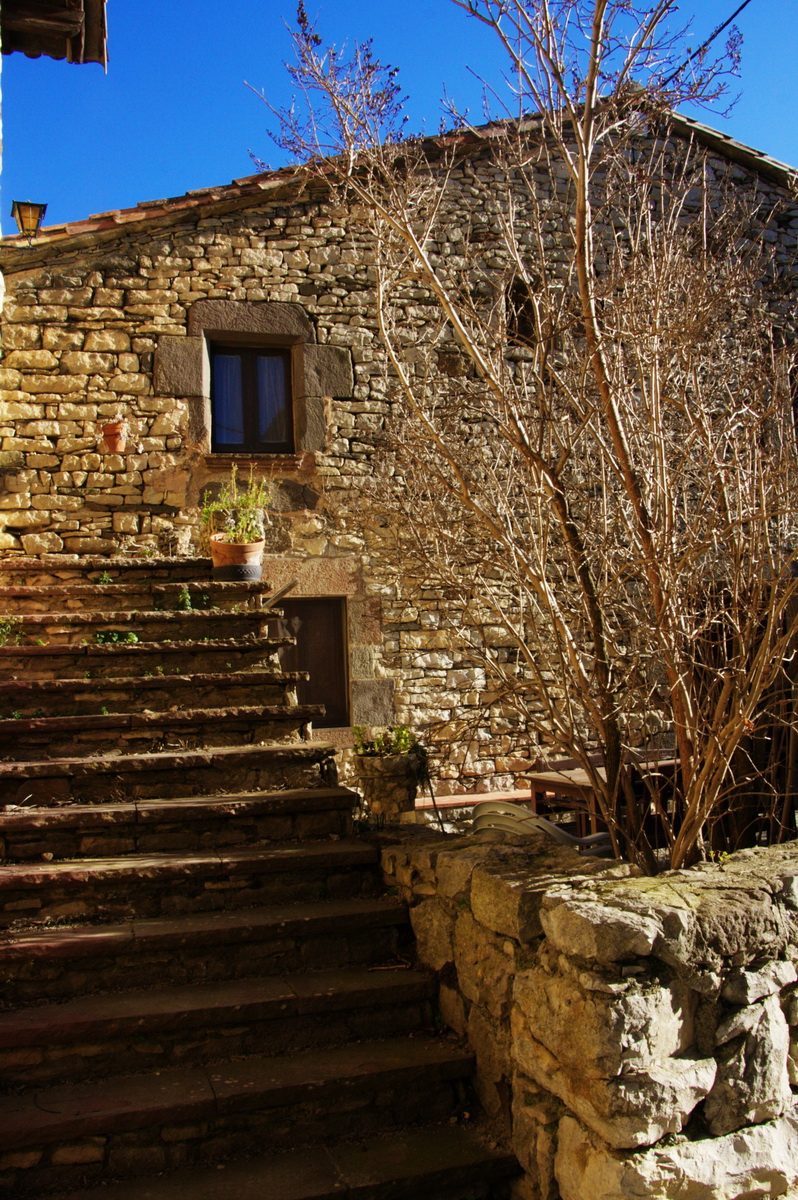
Cal Curriu.
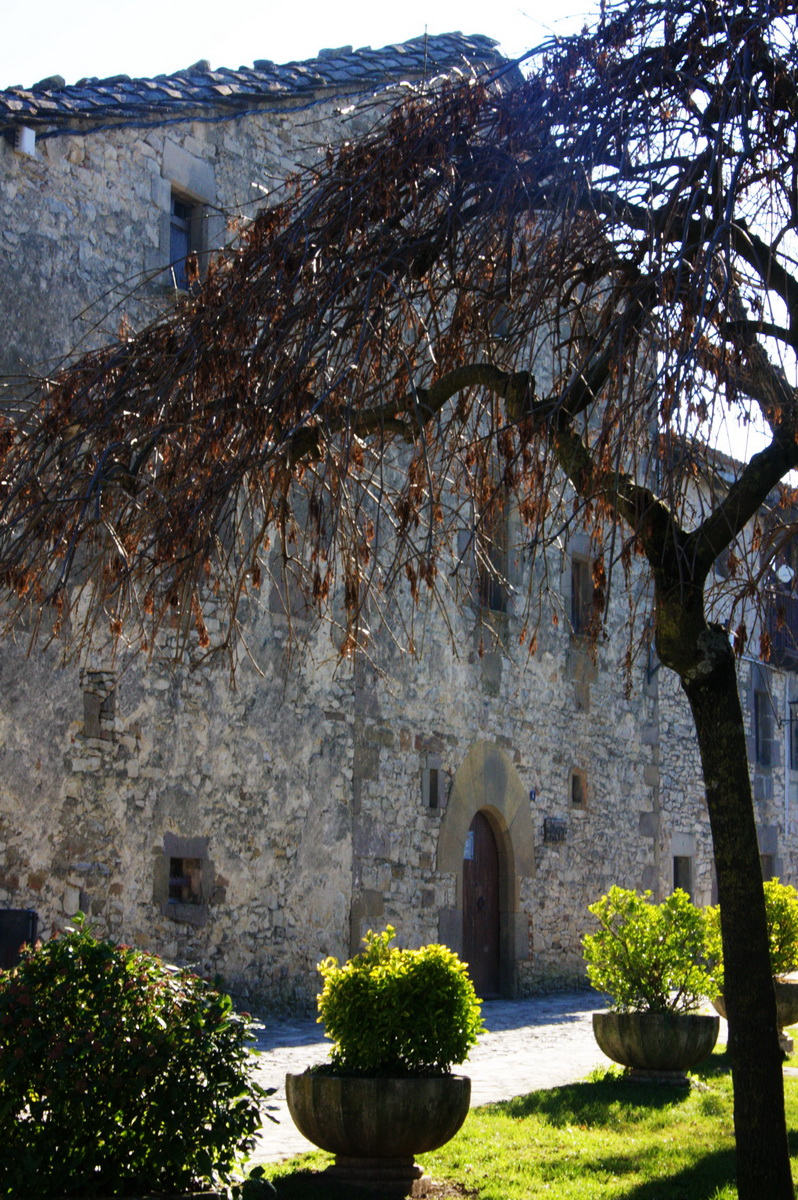
La Rectoria.
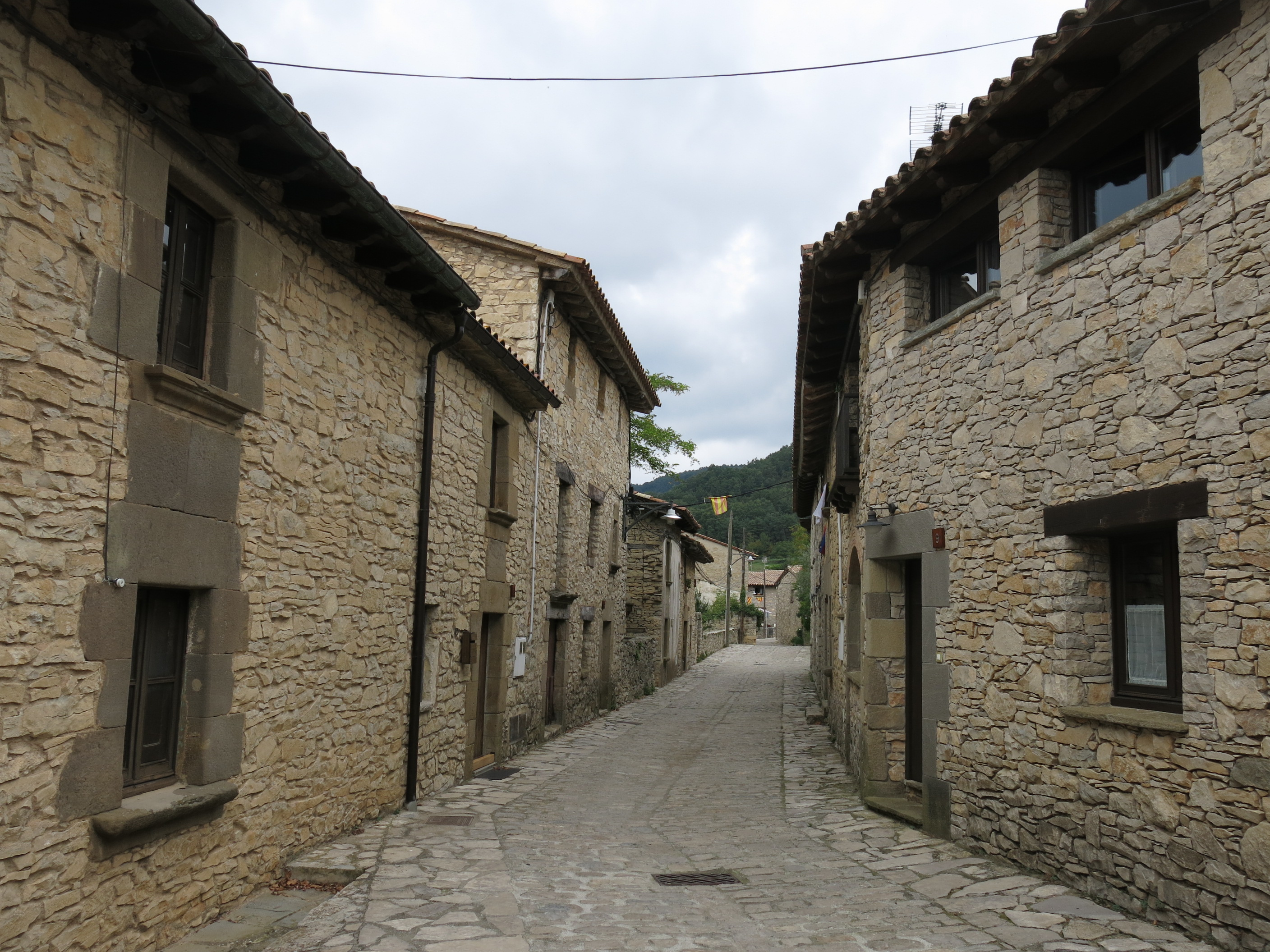
El carrer de Baix.